# Javier Rovai
Javier Gustavo Rovai Livia (Perú; 4 de abril de 1959) es un exfutbolista peruano. Desempeñó principalmente como defensa, aunque a veces alternaba como delantero. Es hijo de Dante Rovai, futbolista peruano de la década de los 40 y 50.

## Trayectoria
De inicio en el Club Juventud La Palma de Huacho, donde jugó la semifinal y final de la Copa Perú año 1978. Luego pasó al Club Atlético Chalaco, Universitario de Deportes, Sporting Cristal, Sport Boys Association, donde campeono en la Segunda División Peruana 1989, para finalmente jugar por el Club Cienciano del Cuzco donde se retiró por una rotura del muslo derecho.

## Clubes
| Club                      | País | Temporada |
| ------------------------- | ---- | --------- |
| Juventud La Palma         | Perú | 1978-1980 |
| Atlético Chalaco          | Perú | 1981-1983 |
| Universitario de Deportes | Perú | 1984      |
| Juventud La Joya          | Perú | 1985      |
| Sporting Cristal          | Perú | 1986      |
| Deportivo Pucallpa        | Perú | 1987      |
| Sport Boys                | Perú | 1988-1989 |
| Cienciano                 | Perú | 1990-1991 |

## Palmarés

#### Campeonatos nacionales
| Título                   | Club              | País | Año  |
| ------------------------ | ----------------- | ---- | ---- |
| Copa Perú                | Juventud La Palma | Perú | 1978 |
| Segunda División Peruana | Sport Boys        | Perú | 1989 |